# 拉夫縣 (奧克拉荷馬州)
拉夫縣（英語：Love County）是美國奧克拉荷馬州南部的一個縣，南隔雷德河與德克薩斯州相望。面積1,178平方公里。根据美國2000年人口普查，共有人口8,831人。縣治瑪麗埃塔（Marietta）。
成立於1907年7月16日。縣名紀念奇克索族一個望族。